# Támara de Campos
Támara de Campos è un comune spagnolo di 93 abitanti situato nella comunità autonoma di Castiglia e León, comarca di Tierra de Campos.